# Zé Kalanga
Paulo Baptista Nsimba, ismertebb nevén Zé Kalanga (Luanda, 1983. október 12. –) angolai válogatott labdarúgó.

## Pályafutása

### Klubcsapatban
2004 és 2006 között a Petro Atlético csapatában játszott. 2006 és 2010 között Romániában a Dinamo București játékosa volt, melynek tagjaként 2007-ben bajnoki címet szerzett. A 2007–08-es szezonban kölcsönben a Boavistánál szerepelt. 2010 és 2011 között a Libolo, 2011 és 2012 között a Santos de Angola labdarúgója volt. 2013-tól 2016-ig a Bravos do Maquis csapatát erősítette. 2017-ben a Santa Ritában fejezte be a pályafutását. 

### A válogatottban
2003 és 2010 között 55 mérkőzésen szerepelt az angolai válogatottban és 6 gólt szerzett. Részt vett a 2006-os, a 2008-as és a 2010-es afrikai nemzetek kupáján, valamint a 2006-os világbajnokságon.

## Sikerei, díjai
Dinamo București
- Román bajnok (1): 2006–07